# Yakushima
Yakushima  (屋久島 Yaku-shima?) este o insulă din arhipelagul Ōsumi, la sud de insula Kyushu. Yakushima aparține Japoniei și face parte din prefectura Kagoshima. Are o formă de pentagon neregulat, și este separată de insula Tanegashima prin Strâmtoarea Vincennes (Yakushima Kaikyō). Suprafața insulei este de  aproximativ 500 km², iar populația de circa 15.000 locuitori.
Punctul cel mai înalt al insulei este vârful Miyanoura-dake, cu o altitudine de 1935 m. Insula este acoperită cu o pădure deasă, formată în mare parte din Cryptomeria, arbore cunoscut sub numele de Cedru Japonez. Aceasta este una dintre ultimele păduri ancestrale intacte de tip temperat, un ecosistem unic în lume. De aceea, în 1993 a fost inclusă în Patrimoniul Comun al Umanității de către UNESCO, cu o zonă protejată de 10747 ha.
Insula Yakushima este totodata locul ales de compania Honda pentru a conduce teste în scopul dezvoltării motoarelor cu hidrogen. Peste jumătate din energia electrică folosită pe insulă este produsă de o hidrocentrală, iar din surplusul de hidro-energie se produce hidrogen, folosit în diverse proiecte experimentale. Yakushima are un nivel foarte redus de emisii de gaze cu efect de seră.